# 大命降下
大命降下（たいめいこうか）とは、天皇が元老や重臣などの助言に基づき、内閣総理大臣候補者に内閣の組織準備を命じること。内閣制度発足から、日本国憲法施行前の期間を指して用いられる。

## 「大命降下」の実態
明治憲法には内閣総理大臣に関する規定はなく、戦前における内閣総理大臣の地位・職名は内閣職権や内閣官制に基づくが、法的にはその任命手続に関する規定はなかった。建前の上では「統治権の総攬者」たる天皇が法的な規定にも臣下の意向にも制約されずに自らの意志で任命権を行使することになっていたが、それでは任命された内閣総理大臣に失策があった場合に、天皇が任命責任を追及されることになり、これを回避する必要があった一方、天皇が内閣総理大臣を任命するという形式も維持する必要があり、この矛盾を解決するため、試行錯誤の末、次の手続がほぼ確定した。
辞任や死亡により内閣総理大臣職が空席となった場合、まず、政界事情に通じており、天皇が特別な信任を与えている元勲たち（のち元老と呼ばれるようになる人々）に適切な後任を推薦するよう命じる。これを「ご下問（ごかもん）」と称した。元老は合議してその時々の政治情勢により適切な候補者をひとりに絞りこんで天皇に答申する。天皇自身は一切の検討を加えず意見も付さずにそのまま候補者本人に伝え、内閣総理大臣任命を予告したうえで組閣（必要な閣僚から就任の承諾を得ること）を命じる。元老の答申を「奏薦（そうせん）」と呼び、天皇が組閣を命じる行為を「大命降下」と称した。
この大命降下と後継首班奏薦の制度のもと、超然内閣にはじまり、中間内閣を経て、政党内閣と様々な形態の内閣が誕生することになった。しかし元老はその高齢化と死去により次第にその人数を減らし、大正時代のうちには西園寺公望ただ一人となり、その西園寺も昭和には高齢化して新たな後継首班奏薦方式が必要になった。昭和7年（1932年）には天皇が内大臣に諮問し、内大臣は主に首相の前官礼遇者や枢密院議長からなる「重臣」と呼ばれた人々と協議して候補者を絞りこんで奉答する態勢が整えられた（重臣会議。ただし元老の関与が完全になくなることは西園寺の死去までなかった）。昭和天皇の篤い信任を得た内大臣木戸幸一は、後継首班奏薦だけでなく、たとえば、太平洋戦争（大東亜戦争）での敗色が濃くなっていた1944年（昭和19年）に最早死に体となっていた東条内閣（東条英機首相）を天皇の了解を得た上で内閣総辞職に追い込むなど、宮中に居ながら政界にも強い影響力をふるった。
この方式で成立した最後の内閣は、連合国軍最高司令官総司令部（GHQ/SCAP）による占領下の1946年（昭和21年）に成立した第1次吉田内閣（吉田茂首相）である。このときの次期首相候補者の推薦は前首相の幣原喜重郎が単独で行った。内大臣の職は敗戦直後の1945年（昭和20年）11月にすでに廃止されていた。
次代の片山内閣（片山哲首相）からは、日本国憲法の規定に従い、衆議院と参議院の両院における内閣総理大臣指名選挙により内閣総理大臣が指名されたうえでその指名に基づいて天皇が首相を任命する（憲法第6条1項）形の議院内閣制が確立された。イギリスをはじめとする他の議院内閣制をとる国においては与党第一党の党首が元首から首相に任命されるという憲法的慣行が存在するにすぎないことが多く、国会の首班指名権を明確に認める日本国憲法は法的には比較的異例である。

### 複数名への大命降下
政府の長たる内閣総理大臣の定員は当然ながら1名であるが、組閣はさまざまな人間関係を駆使する共同作業であり、ひとりのみで行うものではないため、単独ではなく複数の人間に組閣が命じられることもあり得た。
実例は次の2例である。「隈板内閣」のケースは、政権担当者である与党の憲政党がいまだ正式の党首職を設置していなかったことから、とりあえず大隈重信と板垣退助の両名に組閣を命じ、首相を含め人事については憲政党内での調整に委ねた玉虫色の大命降下となった。大戦末期の小磯内閣のケースは、現職の朝鮮総督から急遽首相に転じる小磯国昭の支持基盤が弱体で政治手腕も未知数であったことから、海軍部内で大きな権威を有し、自らも首相経験者として重臣の一人であった米内光政によるサポートが意図されたものである。
- 1898年 (明治31年): 大隈重信と板垣退助 の2名に大命降下→6月30日成立：第1次大隈内閣（いわゆる隈板内閣）：内閣総理大臣大隈重信、板垣退助は副総理格の内務大臣で入閣
  - なお、後の米内と異なり板垣はこの前もこの後も首相に就任しておらず、戦前唯一の「大命降下を受け拝辞しなかったにもかかわらず首相になっていない人物」ということになる。
- 1944年 (昭和19年): 小磯國昭と米内光政 の2名に大命降下→7月22日成立：小磯内閣：内閣総理大臣小磯國昭、米内光政は副総理格の海軍大臣で入閣

## 「大命拝辞」
大命降下は、必ずしも事前に本人の承諾を得てから行われるわけではなかったので、大命を受けた候補者が組閣に着手せずにすぐに辞退することもあった。大命の辞退を当時の新聞用語で「大命拝辞（たいめいはいじ）」と称した。
また、本人に務める意志があっても、閣僚が揃わず、組閣に失敗して不本意な辞退に追い込まれることもあった。特に、軍部が要望しない人物に大命が降下した場合、陸海軍両大臣職の成り手が得られずに組閣できない場合があった。陸軍大臣・海軍大臣は軍部大臣現役武官制により候補者が限定されており、現役武官制が廃止され予備役の将官を大臣に任命することができる時期であっても、最高幹部である陸軍の参謀総長や海軍の軍令部総長などの推薦なしに一本釣りで陸海軍大臣を任命することは事実上不可能だった。1914年（大正3年）の清浦奎吾の組閣失敗はその一例である。このような事態を当時「流産」と称した。

### 「大命拝辞」の実例
- 1901年（明治34年）：井上馨 → 意中の渋沢栄一大蔵大臣が実現せず、支持基盤となるべき立憲政友会も井上支持でまとまらなかったことから辞退となった。
- 1914年（大正03年）：徳川家達 → 候補者難により貴族院議長の徳川に当て馬的に大命が降下したもので、早々に辞退となった。
- 1914年（大正03年）：清浦奎吾 → 上記の徳川に代わって大命が降下したが、軍備拡張の確約を求めた海軍の要求を清浦が拒んだため、海軍大臣の推薦が得られず辞退となった。

このとき清浦は新聞記者に向かって「大和田（老舗のうなぎ屋）の前を通っているようなもので、匂いだけはするが、御膳立てはなかなか来ない」とぼやいたため、世人はこれを「鰻香内閣」と呼んで揶揄した。なお、清浦は10年後の1924年に再び大命降下を受け組閣に成功、「御膳」に無事ありついている（清浦内閣）。
- 1918年（大正07年）：西園寺公望 → 当時最有力候補であった原敬への大命降下を嫌悪した山縣有朋の独断で行われたもので、西園寺は即刻辞退している。
- 1936年（昭和11年）：近衛文麿 → 二・二六事件で岡田内閣が倒れたあと、岡田啓介の後任として元老西園寺の強い意向で大命が降下したが、近衛は「健康が優れないこと」を理由に辞退した。

ただそれはあくまで表向きのことで、実際の近衛の真意は、「元老西園寺のリベラリズム」や「親英米の外交方針」に不満を持っていたこと、また事件後に粛清された陸軍皇道派に思想的に共鳴していたことにあるとされている。
- 1937年（昭和12年）：宇垣一成 → かつての「宇垣軍縮」への遺恨、さらには「宇垣軍縮級の大なたを振るえる実力者の首相就任」が警戒されたことから陸軍が組閣を妨害し、陸軍大臣が得られず辞退となった。

## 首相選定方式の改革
政治学者の村井良太は、1924年（大正13年）7月に松方正義が死去して元老が西園寺公望一人だけになり、元老という憲法上の機関でないものが首相選定を担っているという状況が強く批判されるようになってきたが、首相選定方式を改革する余地があったと指摘している。実際、第二次護憲運動の最中にも「政変の場合に於ける御下問範囲拡張問題」として議論されていたという。これは宮内大臣牧野伸顕の発案と推測され、1924年（大正13年）2月末当時、松方が危篤状態にあり、今後の首相選定方式はどうあるべきかを西園寺に相談しようとしたこと、「御下問範囲」を拡張することによって元老の候補者を用意しておこうという狙いがあったとみられる。
元老協議方式の再編
元老を新たに追加して、従来通り、元老間での話し合いで次期首相を奏薦する。
元老の追加で制度的永続性を確保できるという利点があるが、正当性と機能性が漸次低下していくという問題を解決できず、また、新たに元老になる資格のある人物が払底しているという欠点がある。
首相指名方式
退任する首相が次期首相を奏薦する。実際、内閣制度発足当初に行われていた。
次期首相の指名を明治憲法第55条第1項で定められた国務大臣の輔弼責任ととらえられるので制度的永続性と正当性があるが、党派政治になるという欠点がある。
実際、当時の日本のように、実質的な議院内閣制とはいえ、下院が後継首相を指名するという明文規定がないイギリスの政治では慣例として行われていることだが、当時の日本では天皇が「統治権の総覧者」として内閣および議会から自立した存在の「大権君主」であることが求められていて、次期首相の選定権を天皇の手中に留保しておくことがぜひとも必要であった。政党政治の下での首相指名方式の定着は国民の選挙で選出された議会政党の首領が事実上の君主権の行使者となる事態をもたらすからである。
枢密院諮問方式
枢密院が次期首相候補を諮問し奉答させる。
明治憲法第56条にのっとって行われ、同院は最も権威のある諮問機関なので正当性があり、制度的永続性を確保できるという利点があるが、同院の保守性という欠点がある。
重臣協議方式
枢密院議長、貴族院議長、衆議院議長、首相経験者といった一定の資格者に諮問する。
従来の元老協議方式に基づきつつ、諸外国にも例があり、元老を新たに追加する必要がなく、制度的永続性と正当性があるが、世論の支持を得られるかという疑問がある。
内大臣指名方式
内大臣が次期首相を奏薦する。
内大臣府官制により常侍輔弼が定められていて、党派政治から距離を置くことができ、制度的永続性を確保できるという利点があるが、宮中府中の別といわれるように、内大臣は政治的判断をすべきではないという不文律があり、内大臣の席を巡って政治的陰謀が行われる可能性があるという欠点がある。
現実に西園寺が死去する数年前から導入された方式は重臣協議方式と内大臣指名方式の混合された形となった。重臣の協議を俗に重臣会議と称した。

## 語の使用
日本史学界では内閣制度発足後間もない時期の記述においても「大命」「大命降下」という用語が用いられている。しかし同時代においては伊藤博文が初代内閣総理大臣に就任した頃からしばらくの間「大命降下」もしくは「大命」という用語はほぼ使われていなかった。これは内閣の組織が総理大臣候補者自身ではなく、いわゆる元勲らの協議で行われていたためである。第2次松方内閣発足前ごろから、内閣総理大臣候補者に対して「内閣組織の勅命」が下される、またはそれに類似する用語が新聞報道等で用いられ始めた。 明治29年（1896年）9月12日の新聞『日本』の記事「準備松方内閣」において、「一昨日伯の参内は無論大命を御受するに就ての準備なりし」という表現が見られるが、ほとんどの新聞記事では「大命」という語は用いられなかった。
明治30年（1897年）12月に松方正義が辞意を申し出、明治31年（1898年）1月に第3次伊藤内閣が成立するが、この過程の報道で「内閣組織の大命」という表現が広く行われるようになった。明治34年（1901年）の第1次桂内閣組閣報道の頃には『東京朝日新聞』や『東京日日新聞』をのぞいてはほとんどが「大命」の語が主流となっていく。大正元年（1912年）の第3次桂内閣組閣時には「大命が降る」「大命降下」という用語が定着するようになった。